# Minus Delta t
Minus Delta t (−Δ t Differenz zweier Zeiten mit negativem Wert) war eine Performance- und Musikgruppe, die 1978 in Zürich gegründet wurde und bis Mitte der 1980er Jahre mit experimenteller Aktionskunst Aufsehen erregte.

## Geschichte
Die Gründer von Minus Delta t traten ab 1978 hauptsächlich in der deutschsprachigen Punkszene auf. Mike Hentz, Karel Dudesek, Chrislo Haas und sporadisches Mitglied padeluun
schafften durch provokante Aktionen ein Spannungsfeld zwischen Publikum und Künstlern.
Bei einem der ersten Auftritte im Ratinger Hof in Düsseldorf 1978 schütteten sie bei einer von ihnen mit „Putzaktion“ überschriebenen Veranstaltung Gips über den Boden, warfen mit Tierkadavern um sich und ließen anschließend eigens für diesen Zweck gezüchtete Fliegen ausschwärmen. Zudem verhinderten sie bewusst den Alkoholkonsum im Lokal an diesem Freitagabend, indem sie Robert Görl mit seinem Schlagzeug auf dem Tresen platzierten. Auch beim „Shvantz! Festival“ am 2. November 1979 in der Frankfurter Städelschule, einer Veranstaltung der Künstler des „Schvantz! Kunstmagazins“ von Walter E. Baumann, machte die Gruppe von sich reden.
Bei „Geräusche für die 80er“ am 29. Dezember 1979 in der Hamburger Markthalle beschallten sie das auf Rockmusik wartende Publikum mit den Tönen des Polizeifunks aus der Lautsprecheranlage.
1980 verließ Chrislo Haas die Formation, u. a. kamen Wolfgang Georgsdorf, Gerard Couty und Bernhard Müller dazu.
In einer spektakulären Aktion mit dem Titel „Bangkok-Projekt“ transportierte Minus Delta t ab 1982 einen 5,5 Tonnen schweren Felsbrocken von Europa nach Asien.
Die Reise ging durch Jugoslawien, Bulgarien, die Türkei, Syrien, den Libanon, den Iran, Pakistan und über Nepal nach Indien und endete 1984 beim „Bangkok Festival“, das die Gruppe mitkonzipiert und -organisiert hatte. Für diese Aktion wurde eine „Aktie“ aufgelegt, deren Graphik von dem österreichischen Künstler Chris Scheuer entworfen wurde.
1987 trat Minus Delta t auf dem Gelände der Documenta 8 als „Kulturpolizei“ in Erscheinung und unterzog ahnungslose Besucher peinlichen Verhören. Ein Teil der Gruppe betrieb im Rahmen des von Elisabeth Jappe kuratierten Performanceprogramms der documenta zudem einen Piraten-TV-Kanal und lud Künstler zur Produktion von Beiträgen in ein Containerstudio, verband mit „Computer-Voodoo“ auch die aufkommenden Computernetze in den aktiven Leistungsfluss. Die Kombination von Internet und TV wurde in den Folgejahren auf der Ars Electronica in Linz im Rahmen der Gruppe Van Gogh TV weiter entwickelt und trat auf der documenta IX 1992 wieder als „Piazza Virtuale“ in Erscheinung.
1987 führte Minus Delta t in Berlin seine Avantgardeinszenierung Opera Death auf, die im selben Jahr beim Independentlabel Ata Tak erschien.
An der Manifesta 11 in Zürich 2016 traten Minus Delta t (Mike Hentz und Karel Dudesek) im Rahmen des Performance-Programms Cabaret der Künstler – Zunfthaus Voltaire auf.

## Diskografie
- 1980: ohne Titel, ZickZack Records (7″ EP)
- 1984: Das Projekt , Ata Tak
- 1987: Opera Death, Ata Tak (3fach LP)[10]